# Републикански път III-4006
Републикански път IIІ-4006 е третокласен път, част от Републиканската пътна мрежа на България, преминаващ изцяло по територията на Търговишка област, Община Антоново. Дължината му е 14,2 km.
Пътят се отклонява надясно при 180,1 km на Републикански път I-4 северно от град Антоново, минава през северната и източната част на града, завива на юг и слиза по южните склонове на Антоновските височини в дълбоката долина на река Карадере (десен приток на Стара река, от басейна на Янтра). След това завива на югоизток, изкачва се по най-северните склонове на Лиса планина и северните части на историко-географската област Сланник, минава през селата Орач и Пчелно и югозападно от село Таймище се свързва с Републикански път III-408 при неговия 9,2 km.
| Пътища, отклоняващи се надясно (населено място, № на пътя, посока на пътя) | km   | Пътища, отклоняващи се наляво (посока на пътя, № на пътя, населено място) |
| -------------------------------------------------------------------------- | ---- | ------------------------------------------------------------------------- |
| Община Антоново, I-4, 180,1 km →                                           | 0,0  | → 180,1 km, I-4, Община Антоново                                          |
| (за с. Шишковица) общински път, гр. Антоново ←                             | 0,5  | гр. Антоново                                                              |
| гр. Антоново                                                               | 1,1  | → гр. Антоново, общински път (за кв. Еревиш на гр. Антоново)              |
| (за селата Малоградец и Халваджийско) общински път ←                       | 6    |                                                                           |
| с. Орач                                                                    | 7,5  | с. Орач                                                                   |
| с. Стойново                                                                | 9,2  | → с. Стойново, общински път (за селата Поройно и Кьосевци)                |
| с. Пчелно                                                                  | 11,6 | с. Пчелно                                                                 |
| (до 63 km на II-53) III-408, 9,2 km ←                                      | 14,2 | ← 9,2 km, III-408 (от с. Камбурово)                                       |